# Mohamed M'Changama
Mohamed M'Changama (Marsella, Francia, 9 de junio de 1987) es un futbolista francés que representa a la selección de fútbol de Comoras a nivel internacional y juega como delantero en el Racing Besançon del Championnat National 3. Su hermano Youssouf M'Changama también es futbolista profesional de la selección de Comoras.

## Carrera en clubes
Nacido en Marsella, Mohamed M'Changama mostró interés en dedicarse al fútbol desde niño. Pero mientras su hermano menor Youssouf atrajo el interés de varios clubes franceses, Mohamed no tuvo buenas oportunidades, y finalmente optó por dejar el fútbol para concentrarse en sus estudios.
En 2007 M'Changama regresó al fútbol y finalmente pudo fichar por un equipo amateur, el Aubagne FC, que en ese año militaba en la Sexta División del fútbol francés. Tras dos años jugando con este club, Mohamed logró llamar la atención del AS Gardanne Championnat de France Amateur 2, equipo al que ayudó a llegar a la séptima posición de su liga en la temporada 2009-10.
Este desempeño llevó a que, tras años de intentarlo, Mohamed M'Changama finalmente tuviera una oportunidad en el fútbol profesional con el Nîmes Olympique. Aunque empezó con el equipo de reservas, el comorense rápidamente llamó la atención del entrenador del club Jean-Michel Cavali quien lo llevó al plantel principal.
M'Changama debutó en el fútbol profesional el 1 de octubre de 2010 entrando como sustituto en un partido donde su equipo fue derrotado por el Le Mans, y tuvo su primer partido como titular en un empate 0-0 con el Istres. Mohamed anotó su primer gol en un encuentro donde el Nîmes cayó derrotado 3-1 por el Evian el 19 de octubre de 2010.
Mohamed M'Changama se mantuvo toda la temporada en este club, marcando cinco goles, y luego fichó por el Amiens Sporting Club Football con quien jugaría 15 partidos, pero donde nunca logró anotar. Esto provocó que este mismo club lo relegara a su equipo filial para la temporada 2012-13, y al término de la misma dejó el equipo y volvió a quedar fuera del fútbol profesional.
Tras cuatro años de inactividad, Mohamed M'Changama volvió a jugar a nivel de clubes, pero ahora como parte del US Zilimadjou de la Liga de las Comoras.

## Carrera en selección nacional
Por su doble nacionalidad M'Changama era elegible para representar tanto a Francia como a las Comoras, pero al igual que su hermano, solamente fue requerido por parte de la selección africana.
Mohamed M'Changama fue convocado por primera vez en 2010, para un partido de la eliminatoria de la Copa Africana contra Mozambique. El viaje para jugar ese partido fue la primera vez que pudo conocer el país donde nacieron sus padres.
Al igual que a nivel de clubes M'Changama ha tenido una carrera de altibajos con la selección de las Comoras, sin embargo en 2015 tuvo la oportunidad de convertirse en un jugador histórico.
Durante la primera fase de las Eliminatorias de África para Rusia 2018, Mohamed M'Changama fue convocado para la serie que su selección jugó contra Lesoto. Después de empatar a cero goles en casa, las Comoras viajaron a Lesoto, donde Mohamed M'Changama marcó el gol más importante de su carrera, en el minuto 70 el delantero anotó el gol que daría el empate a 1 a su selección.
Aunque ambos equipos empataron en el global, el gol de M'Changama, al ser en calidad de visitante, permitió que su selección avanzara a la segunda fase de la eliminatoria.
Esta fue la primera vez en la historia que las Comoras puntuaron y superaron una fase en la historia de las eliminatorias para el mundial.

## Clubes
ref.
| Club                 | País    | Año       |
| -------------------- | ------- | --------- |
| Nîmes Olympique      | Francia | 2010-2011 |
| Amiens S. C.         | Francia | 2011-2013 |
| GS Consolat          | Francia | 2013-2014 |
| Vendée Poiré-sur-Vie | Francia | 2014      |
| GS Consolat          | Francia | 2014-2015 |
| Les Herbiers VF      | Francia | 2015-2016 |
| U. S. Zilimadjou     | Comoras | 2017      |
| Annecy F. C.         | Francia | 2017-2018 |
| Athlético Marseille  | Francia | 2019      |
| F. C. Istres         | Francia | 2019-2020 |
| Racing Besançon      | Francia | 2020-     |